# Miserden
Miserden è un villaggio e parrocchia civile dell'Inghilterra, appartenente alla contea del Gloucestershire.